# 印支构造期
印支构造期，简称印支期，是晚二叠纪至三叠纪（257-205Ma）之间的构造期，在此期间，在今中国及周边地区发生了印支运动或称印支事件。

## 概念的提出和演化
1934年法国地质学家Gromaget在研究越南的地层时，首次提出印支运动的概念。后经黄汲清的倡导，这一概念在中国也得到广泛使用。最初，印支运动只是指中南半岛和中国华南地区中三叠统与上三叠统地层之间的角度不整合所表现的构造运动，但现在已经把从晚二叠世至三叠纪之间的构造运动都统称为印支运动。

## 构造活动
印支期对于中国地质来说是一个非常重要的时期，在此期间，扬子板块、华夏板块和属于亲冈瓦纳构造域的思茅-印度支那板块、保山-中缅马苏地块均拼合到欧亚板块之上，使中国四分之三的陆地完成了拼合和统一。
具体过程是：华夏板块和扬子板块在中三叠世末期率先完成碰撞、拼合，形成华南板块，二者之间则形成绍兴-十万大山碰撞带。几乎与此同时，思茅-印度支那板块也与之碰撞拼合，之间形成金沙江碰撞带的南段。晚三叠世，保山-中缅马苏地块拼合到华南板块之上，之间形成澜沧江碰撞带的南段。最后，华南板块与在印支期之前已经拼合到欧亚板块之上的中朝板块发生碰撞、拼合，之间形成秦岭-大别山碰撞带（其东段为南黄海嵌入构造所阻断）。由于印支期的构造活动相当剧烈，在发生碰撞的各板块内部都发生了广泛的褶皱变形。
据估计，上述四条碰撞带所形成的山脉都不太高，估计海拔不超过3000米；而且由于当时中国大陆的纬度要比今天偏南10度左右，四条碰撞带均位于热带-亚热带区域，炎热潮湿的天气使这些山脉很快就被夷平。今天位于金沙江断层带和澜沧江带断层带附近的横断山脉，以及位于秦岭-大别山断层带上的秦岭，都是在印支期以后的构造运动中升高的。

## 地应力特征
印支期地应力的主应力方向，按今天的方向来说，在中国大部分地区近似北南走向，仅云南西南角为与金沙江带和澜沧江带近似垂直的东西走向。由于当时的磁北方向较今天东偏30度左右，因此当时的主应力方向也较今天东偏30度左右。

## 对现代地貌的影响
由于中国大陆的大部分在印支期完成拼合统一，因此可以说，没有印支运动，就没有今天的中国大陆。印支期形成的四条碰撞带，除绍兴-十万大山带因为后来愈合较好，已经基本停止活动之外，其他三条在后来的构造运动中均表现出强烈的活动，直到今天还是中国大陆上重要的断层带。特别是秦岭-大别山带，其东部被南黄海嵌入构造所阻断，这个嵌入构造的西缘就是著名的郯城-庐江断层带，它就是在这一时期形成的，到今天仍是中国东部重要的活动断层带，许多地震都是因为这条断层带的活动而引发的。